# 芙蓉峽漂流
芙蓉嶂漂流是一個漂流項目，位於中國廣東省廣州市花都區芙蓉嶂水庫上游的芙蓉谷。芙蓉谷於2001年10月被發現，後開展漂流項目改造。漂流落差達100米，全程漂流需時近兩個小時。2002年5月1日，芙蓉嶂漂流開放運營。開放當日，前往體驗的遊客過多，景區內發生大規模的翻船、撞船事故，有過百人受傷。